# Anatolij Berezovoj
Anatolij Nikolajevič Berezovoj, rusky Березовой, Анатолий Николаевич (11. dubna 1942 Enem, SSSR – 20. září 2014) byl voják – letec z povolání, kosmonaut ze Saljutu 7.

## Životopis
Po skončení základní školy se rozhodl se vyučit soustružníkem a nastoupil do závodu Něftěmaš ve městě Novočerkass (Rostovská oblast). Ovlivněn startem Gagarina se přihlásil k letectvu, do Kačinského vojenského učiliště. Zůstal zde i po ukončení studií jako letecký instruktor, pak požádal o přeřazení k bojovému útvaru. Dostal místo v Moldávii. Z tamního leteckého útvaru bylo nominováno k výběrovému řízení mezi kosmonauty 23 letců, prošel jen on. V té době už byl ženatý a tak se odstěhoval do Hvězdného městečka i se svou ženou Lídou a pětiměsíčním synem Serjožkou.
V týmu byl od roku 1970 do roku 1992. Pro řadu letů byl připravován jako náhradník, letu se dočkal až po 12 letech výcviku. Mezitím létal na osmi různých typech letadel. Ve vesmíru strávil 211 dní.

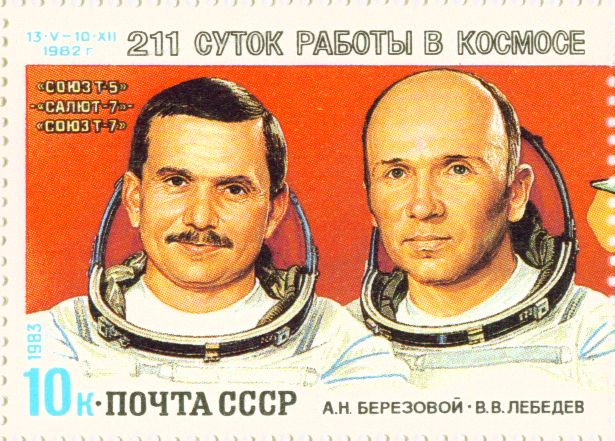
Berezovoj na známce s Lebeděvem

Zemřel v roce 2014 ve věku 72 let.

## Let do vesmíru
Odstartoval z Bajkonuru spolu s Valentinem Lebeděvem na palubě kosmické lodi Sojuz T-5 v květnu 1982. Bylo mu tehdy 40 roků a do seznamu kosmonautů Země se zapsal v pořadí 107. Doletěli na tehdy novou sovětskou orbitální stanici Saljut 7 a zůstali zde přes půl roku (tehdejší rekord) jako první základní posádka. Absolvoval zde i svůj první dvouhodinový výstup do volného vesmíru (EVA) kvůli výměně venkovních detektorů. Vyložili na stanici i postupně připojované nákladní lodě Progress 13 a 14. Na stanici je navštívili kosmonauti dalších misí, v červenci 1982 Sojuz T-6 (Džanibekov, Ivančenkov, Chrétien), v srpnu 1982 Sojut T-7 (Popov, Serebrov a Savická). Protože jejich Sojuz T-5 byl ve vesmíru příliš dlouho, poslední návštěva odletěla na Zem s ním a u stanice jim ponechala loď svou. Po jejich odletu ji přeparkovali k přednímu spojovacímu uzlu a pokračovali v plnění desítek měření a experimentů.
V říjnu 1982 vyložili další zásoby z Progressu 15 a v listopadu z Progressu 16. Využili Progress 16 tak, že pomocí jejího motoru zvýšili oběžnou dráhu celého komplexu, protože ten díky přitažlivosti Země stále klesal. V prosinci stanici zakonzervovali a oba odletěli v Sojuzu T-7 domů. Po přistání kabiny na padácích museli celou noc strávit v přistaveném terénním vozidle, kvůli sněhové bouři je vrtulník nemohl v noci dopravit na základnu.
- Sojuz T-5, Saljut 7, Sojuz T-7 (13. května 1982 – 10. prosince 1982)